# Выборы в Совет Безопасности ООН (2011)
Выборы в СБ ООН прошли 21 и 24 октября 2010 года на 66 ГА ООН в Штаб-квартире ООН.
Новыми непостоянными членами Совета безопасности ООН на 2 года избраны Марокко, Того, Гватемала, Пакистан и Азербайджан. Свою работу в Совбезе они начали с 1 января 2012 года. Азербайджан был избран после 17 туров 24 октября, в то время как другие 4 члена были избраны 21 октября. Фиджи, Венгрия, Кыргызстан, Мавритания и Словения также претендовавшая на место в Совете безопасности, не получила нужного количества голосов.

## Географическое распределение
В соответствии с правилами географического распределения из непостоянных членов Совета безопасности, а также сложившейся практикой, члены избирались следующим образом: два из Африки (ранее: Габон и Нигерия), один из Азии (ранее: Ливан), один из стран Латинской Америки и Карибского бассейна (ранее: Бразилия), и один из Восточной Европы (ранее: Босния и Герцеговина).